# Isabelle de Carlat
Isabelle de Rodez ou Isabelle de Carlat, (décédée après 1325), fille unique de Henri II de Rodez, comte de Carlat et de Marquise des Baux est une vicomtesse de Carlat.

## Biographie
Fiancée d'abord à Robert d'Auvergne, elle épouse en 1290 à  Figeac Geoffroy V de Pons, seigneur de Ribérac et de Pons, vicomte en partie de Turenne, dont elle aura :
- Renaud IV de Pons qui continue les vicomtes de Carlat[1] ;
- Geoffroy de Pons, évêque de Maillezais de 1336 à 1341 ;
- Marquise de Pons, mariée à Guillaume de Murat, vicomte de Murat[réf. nécessaire].

Grande figure du Carladez, elle habitait au château de Carlat. Elle avait fondé en 1323 le couvent de Sainte-Claire de Boisset qu'elle avait richement doté de la seigneurie du village et des dîmes  de la paroisse de Vic en Carladès. Les filles (du Tiers-Ordre) de Sainte-Claire seront très nombreuses et continueront à assister les mères de familles pauvres de la région jusqu'au transfert du couvent à Aurillac au XVIIe siècle.